# Mufasa: Der König der Löwen
Mufasa: Der König der Löwen (Originaltitel Mufasa: The Lion King) ist ein US-amerikanisches Musikdrama aus dem Jahr 2024, das unter der Regie von Barry Jenkins und nach einem Drehbuch von Jeff Nathanson geschaffen wurde. Der fotorealistisch animierte Film wurde von Walt Disney Pictures produziert und ist zugleich Vorgeschichte und Fortsetzung zu Der König der Löwen (2019), dem Remake des gleichnamigen Animationsfilms von 1994. Seth Rogen, Billy Eichner, Donald Glover, Beyoncé Knowles-Carter und John Kani sprechen erneut die Stimmen ihrer Rollen aus dem Remake von 2019; zu den neuen Darstellern gehören Aaron Pierre, Kelvin Harrison Jr., Tiffany Boone, Mads Mikkelsen, Thandiwe Newton, Lennie James, Anika Noni Rose sowie Blue Ivy Carter in ihrem Spielfilmdebüt.

## Handlung
Eine Weile, nachdem Simba König des Geweihten Landes wurde, erwarten Nala und er ein weiteres Junges. Für die anstehende Geburt machen sie sich auf den Weg zu einer Oase. Da die junge Kiara, die Erstgeborene von Simba und Nala, am Königsfelsen bleiben soll, bittet Simba Timon und Pumbaa, auf sie aufzupassen und zieht anschließend Nala hinterher, die schon früher losgewandert ist. Kurze Zeit später stößt Rafiki zu den Dreien hinzu und beschließt, die Geschichte von Kiaras Großvater Mufasa und dessen verräterischen Bruders Scar zu erzählen, um Kiara die Angst vor dem aufziehenden Unwetter zu nehmen. Timon und Pumbaa kommentieren zwischendurch immer wieder die in ihren Augen auftretenden Unstimmigkeiten in der Geschichte.
Mufasa stammt aus einem kleinen Rudel, bestehend aus ihm und seinen Eltern Masego und Afia. Sie glauben an ein mythisches Land namens Milele. Bei einer Überschwemmung wird Mufasa, welcher Angst vor dem Schwimmen hat, von seinen Eltern weggetrieben in eine ihm unbekannte Gegend. Weiterhin im Wasser treibend, trifft er hier auf das königliche Jungtier Taka. Dieser versucht ihn vor herannahenden jungen Krokodilen zu retten, bis seine Mutter, Königin Eshe eingreift und die Krokodile in die Flucht schlägt. Eshe nimmt Mufasa etwas zögerlich als ihren Sohn auf. König Obasi kritisiert Taka und Eshe dafür, dass sie einen Streuner aufgenommen haben und droht, ihn zu fressen. Mufasa, der mit seiner Schnelligkeit prahlt, sorgt für die Idee, dass Mufasa und Taka um die Wette laufen sollen. Wenn Mufasa gewinnt, darf er bleiben, sonst wird er gefressen. Der schon entkräftigte Mufasa fällt hinter Taka zurück, aber da Taka ihn als Bruder haben möchte, verhilft er ihm zum Sieg. 
Während Mufasa und Taka aufwachsen, entwickelt sich zwischen den beiden eine starke Bindung. Mufasa, der sich bei den Löwinnen aufhalten muss, lernt von Eshe das Jagen. Taka wiederum muss bei seinem Vater bleiben, König Obasi, um einen Eindruck vom Leben als Königs zu erhalten, in der Ansicht von Obasi besteht dies vor allem aus Schlafen und Sicherheit durch reine Präsenz.
Bei einer Jagdübung wird das Land von zwei weißen Löwen überfallen, welche Eshe und Mufasa angreifen. Taka sieht den Angriff, läuft aber vor Angst weg. Mufasa tötet während des Kampfes einen der beiden Löwen, der andere flüchtet anschließend. Es stellt sich heraus, dass die Angreifer aus einem Löwen-Rudel stammen, das aus Außenseitern besteht, die wegen ihres weißen Fells verstoßen wurden. Bei dem von Mufasa getöteten Löwen handelt es sich um den Sohn des Anführers Kiros, welcher gemeinsam mit seinen Schwestern Akua und Amara Rache schwört. 
Damit das Rudel von dem zu erwartenden Angriff der weißen Löwen nicht ausstirbt, sollen Taka und Mufasa gemeinsam fliehen. Kurz darauf trifft das Rudel um Kiros auch schon ein und tötet Obasi, Eshe und ihr Rudel. 
Während der Flucht vor den weißen Löwen treffen die beiden auf die streunende Löwin Sarabi, ihren Nashornvogel Zazu und den Mandrill Rafiki. Wie Mufasa möchte auch Rafiki nach Milele gehen, um dort einen „Bruder“ zu treffen, den er in seinen Visionen gesehen hat. Während der Reise nach Milele holen die Außenseiter die Gruppe ein. Sarabi aber nutzt Bienen, um eine Elefantenstampede auszulösen und die Außenseiter abzulenken, damit die Gruppe ihnen entkommen kann. Dabei stürzt sie und wird verletzt, sodass Mufasa sie retten muss. Als sie wieder zu sich kommt, sagt Mufasa ihr, dass Taka sie gerettet hätte. Mit dieser Lüge möchte er Taka helfen, welcher sich in Sarabi verliebt hat.
Die Gruppe versteckt sich in einem verschneiten Gebirge und lässt die Spuren durch Zazu verwischen. Sarabi erzählt Mufasa, dass sie weiß, dass er sie gerettet hat und sie verlieben sich ineinander. Taka, der dies heimlich beobachtet, wird eifersüchtig und trifft sich mit den Außenseitern. Mit Kiros verhandelt er, dass er in sein Rudel aufgenommen wird, wenn er ihm im Gegenzug hilft, den Racheplan auf Mufasa umzusetzen. Am nächsten Tag erreicht die Gruppe Milele, eine üppige Oase. Taka hinterlässt auf dem Weg heimlich Spuren, damit die Gruppe der Außenseiter ihnen folgen kann.
In Milele findet Rafiki den Baum aus seiner Vision, wo in den Augen von Mufasa aber kein Bruder von Rafiki steht. Dieser wiederum sieht aber in Mufasa seinen Bruder, und diesen hat er jetzt gefunden. Währenddessen greift das Rudel der Außenseiter an, wodurch Mufasa auch von Takas Verrat erfährt. Mufasa schafft es, die Tiere in Milele dazu zu bewegen, an seiner Seite zu kämpfen und den Frieden in Milele damit zu sichern.
Kiros zwingt den erschöpften Mufasa in eine Höhle und bereitet sich darauf vor, ihn zu töten. Als Taka reumütig sieht, was er getan hat, greift er Kiros an und versucht Mufasa zu retten, woraufhin Kiros ihm eine Verletzung am Auge zuführt. Rafiki verursacht einen Einsturz, wodurch sich eine große mit Wasser gefüllte Grube in der Höhle auftut. Akua und Amara werden bei dem Einsturz getötet, bevor sie Sarabi töten können. Kiros versucht Mufasa in der Grube zu ertränken, aber ein herabfallender Felsen ermöglicht es Mufasa, Kiros abzuschütteln und zu töten. Er schwimmt an den Rand zu Taka, welcher versucht ist, Mufasa ertrinken zu lassen. Er hilft ihm dann aber doch aus dem Wasser hinaus.
Während Mufasa und Sarabi gemeinsam die Höhle verlassen, feiern die Tiere um sie herum ihren Sieg. Rafiki ernennt das Paar zum König und zur Königin von Milele. Mufasa wird von der Anwesenheit seiner Mutter Afia überrascht, welche ihm erzählt, dass Masego bei der Flut starb. Taka wird von Mufasa mit seinem Verrat konfrontiert. Mufasa erlaubt ihm aber zu bleiben, möchte ihn aber nicht mehr mit seinem Namen ansprechen, woraufhin sich Taka in „Scar“ umbenennt. Mit diesem Namen wird er immer an seine Tat in der Höhle erinnert. Anschließend steigt Mufasa auf den neu entstandenen Königsfelsen und brüllt triumphierend.
Zurück in der Gegenwart brüllt Kiara, ermutigt von der Geschichte, vom Königsfelsen herab ins Land. Der Geist ihres Großvaters schwebt währenddessen über ihr. Die Angst vor dem Unwetter ist verflogen. Simba und Nala kommen zurück zum Königsfelsen und überraschen Kiara mit ihrem kleinen Bruder. Diesem bietet Kiara sofort an, ihn zu beschützen und ihm die Geschichte von Mufasa zu erzählen.

## Entwicklung
Für die Entwicklung des Films stand ein Produktionsbudget von 200 Millionen US-Dollar zur Verfügung.
Die Entwicklung eines Prequels zu Der König der Löwen wurde im September 2020 angekündigt, wobei Jenkins die Regie übernehmen und Nathanson einen Drehbuchentwurf fertigstellen sollte. Pierre und Harrison Jr. wurden im August 2021 als Synchronsprecher bekannt gegeben, weitere Besetzungen wurden zwischen September 2022 und April 2024 veröffentlicht. Die offizielle Ankündigung des Films folgte mit Veröffentlichung des Titels im September 2022 auf der D23 Expo. Aufgrund des Streiks der Schauspielergewerkschaft SAG-AFTRA geriet die Produktion im Juli 2023 in Verzug. Gewidmet ist der Film James Earl Jones, der Mufasa im Film von 1994 und in der Neuverfilmung 2019 seine Stimme lieh, jedoch kurz vor Veröffentlichung des Films verstarb und dessen Stimme kurz im Vorspann zu hören ist.

## Synchronisation
Die deutschsprachige Synchronisation übernahm die FFS Film- & Fernseh-Synchron. Dialogregie führte Axel Malzacher, der auch das Dialogbuch verfasste. Christopher Noodt hatte die musikalische Leitung inne und schrieb die Liedtexte.
| Rolle         | Originalsprecher                       | Deutscher Sprecher                   |
| ------------- | -------------------------------------- | ------------------------------------ |
| Mufasa        | Aaron Pierre Braelyn Rankins (jung)    | Arne Stephan Toni Wegewitz (jung)    |
| Taka / Scar   | Kelvin Harrison Jr. Theo Somolu (jung) | Wincent Weiss Bryan Abubakari (jung) |
| Afia          | Anika Noni Rose                        | Elisa Bannat Buket Keskin (Gesang)   |
| Ajarry        | Sheila Atim                            | Susanne von Medvey                   |
| Chigaru       | Abdul Salis                            | Stefan Fredrich                      |
| Eshe          | Thandiwe Newton                        | Sabine Arnhold                       |
| Kiros         | Mads Mikkelsen                         | Achim Buch                           |
| Masego        | Keith David                            | Sascha Rotermund                     |
| Nala          | Beyoncé Knowles-Carter                 | Magdalena Turba                      |
| Pumbaa        | Seth Rogen                             | Daniel Zillmann                      |
| Rafiki (alt)  | John Kani                              | Friedhelm Ptok                       |
| Rafiki (jung) | Kagiso Lediga                          | Tobias Schmitz                       |
| Sarabi        | Tiffany Boone                          | Yvonne Greitzke                      |
| Timon         | Billy Eichner                          | Marius Clarén                        |
| Zazu          | Preston Nyman                          | Tom Raczko                           |
| Kiara         | Blue Ivy Carter                        | Miu Whigham                          |
| Obasi         | Lennie James                           | Frank Röth                           |

## Veröffentlichung
Mufasa: Der König der Löwen feierte am 9. Dezember 2024 im Dolby Theatre in Los Angeles Premiere und wurde in den Vereinigten Staaten am 20. Dezember 2024 von Walt Disney Studios Motion Pictures veröffentlicht. In Deutschland wurde der Film am 19. Dezember 2024 veröffentlicht. 

## Rezeption

### Kritiken
Eine Zuschauerbefragung ergab laut CinemaScore, dass diese den Film weiterempfehlen würden. Dagegen listet Rotten Tomatoes lediglich 57 Prozent der Kritiken als positiv aus, basierend auf der Auswertung von 213 Kritiken. Anders fielen dort die Nutzerkritiken aus.

### Auszeichnungen
Goldene Himbeere 2025
- Nominierung als Schlechteste Neuverfilmung oder billigster Abklatsch[20]